# 社會整合
社會整合（英語：social integration），又稱社會統合、社會統整、社會融合，是新住民及少數族群融入當地社會結構的過程。
社會整合、經濟整合、身份整合是新住民體驗所融入社會的三個主要維度。高度社會整合利於群體社會距離拉近，以及更一致的價值觀與實踐。社會整合使人無分語言、階層、信仰，進入社區生活所有領域並消除隔離。
從更廣泛的角度來看，社會整合是動態與結構化的過程，其間所有成員都參與對話，以實現並維持和平的社會關係。社會整合並非強迫同化。社會整合的重點是修復社會衝突、社會解體、社会排斥、社會分裂、排斥與兩極分化，並擴大加強社會整合條件，以實現共存、協作、有凝聚力的和平社會關係，從而走向安全、穩定、公正的社會。